# Тегетхофф
80°05′09″ пн. ш. 58°03′37″ сх. д. / 80.08583° пн. ш. 58.06028° сх. д.
Тегетхофф (рос. Тегетхофф) — мис у південній частині острова Галля, Земля Франца-Йосипа, Приморський район Архангельської області Росії.

## Географія
Мис розташований на південному краю острова Галля — одного з найбільш південних островів архіпелагу. Він вільний від льоду, всю територію мису займають пісковики і галечники. У південній частині мису знаходяться дві скелі-останці, висотою 25 і 60 метрів. Мис омивається Баренцевим морем з півдня і бухтою Суровою з півночі. Відразу за мисом Тегетхоффа, вглиб острова, починаються скелі Заварицького — 15-кілометрове пасмо з висотами до 500 метрів.

## Історія
Саме з мису Тегетхофф почалася історія освоєння архіпелагу. Земля Франца-Йосипа була відкрита випадково: австрійська експедиція під керівництвом Карла Вейпрехта і Юліуса Пайєра на парусно-паровій шхуні «Адмірал Тегетгофф» (нім. Admiral Tegetthoff, яка відправилася в 1872 році для відкриття північно-східного проходу, була затерта льодами на північний захід від Нової Землі і потім поступово була віднесена бурею на захід, 30 серпня 1873 року принесена була до берегів острова Галля в районі мису Тегетхоффа. На згадку про цю історичну висадці на мисі встановлено пам'ятник шхуні «Адмірал Тегетгофф».
Завдяки вдалому розташуванню на мисі не раз висаджувалися інші експедиції. До наших днів збереглися руїни дерев'яних будівель, що залишилися від експедиції американця Волтера Веллмана (англ. Walter Wellman), який прибув сюди в 1898 році.
В середині 90-х в околицях мису австрійською кіностудією був знятий документальний фільм про першовідкривачів островів.

## Топографічні карти
- Аркуш карти U-40-XXXIV,XXXV,XXXVI остров Галля. Масштаб: 1 : 200 000. Видання 1971 р. (рос.)